# David Selvas i Jansana
David Selvas i Jansana (Santa Perpètua de Mogoda, Vallès Occidental, 21 de desembre de 1971) és un director i actor de teatre, cinema i televisió català. També té una productora, La Brutal, la qual gestiona amb l'actor i director teatral Julio Manrique i l'actriu-dramaturga- traductora Cristina Genebat.
Va agafar popularitat per les seves participacions en sèries de TV3 com Nissaga de Poder, Laberint d'ombres, Mar de fons i La Riera entre d'altres. També ha protagonitzat pel·lícules com Amic/Amat i Pau i el seu Germà.
El 2022 va presentar una òpera per a nens al Petit Liceu; versionant peces de Rossini.

## Filmografia
| - Carícies (1998), de Ventura Pons - Amic / Amat (1999), de Ventura Pons - Pau i el seu germà (2001), de Marc Recha, que va participar en el Festival de Canes - Príncep de Viana (2001) - Freetown (2002) - Valentín (2002) - Nines russes (2002) - A la ciutat (2003), de Cesc Gay - Nubes de verano (2004), de Felipe Vega - Los perdidos (2006) - Atles de geografia humana (Atlas de geografía humana) (2007), d'Azucena Rodríguez - Che: Guerrilla (2008), de Steven Soderbergh - La pérdida (2009) - El cas Reiner (2009) - Celda 211 (2009) - Ens veiem demà (2009), de Xavier Berraondo - Trash (2009) - El zoo d'en Pitus (2019) | - Nissaga de poder (1996) - Estació d'enllaç (1998, 1 episodi) - El súper (1996-1998) - Laberint d'ombres (1998-2000) - Crims (2000, 1 episodi) - El pantano (2003) - De moda (2004-2005) - Àngels i Sants (2006) - Mar de fons (2006-2007) - Serrallonga (2008) - La Riera (2010-2016) |

### Teatre
- Director de El misàntrop (2024)[5]

## Premis i nominacions[calcitació]
- Premi Butaca millor actor per Restes humanes sense identificar i l'autèntica naturalesa de l'amor 2002
- Premi Paco Rabal millor actor per Amic/Amat 2000
- Premi Barcelona millor actor per Testament 1997